# Argentières
Argentières [aʁʒɑ̃tjɛʁ] ist eine französische Gemeinde mit 352 Einwohnern (Stand 1. Januar 2022) im Département Seine-et-Marne in der Region Île-de-France. Der Ort am Fluss Yerres ist über die Landstraße D32e4 zu erreichen.

## Geographie
Umgeben wird Argentières von den vier Nachbargemeinden:
| Chaumes-en-Brie |                                             |                            |
|                 | Kompassrose, die auf Nachbargemeinden zeigt | Courtomer                  |
|                 | Beauvoir                                    | Aubepierre-Ozouer-le-Repos |

## Sehenswürdigkeiten
- Kirche Saint-Bonnet, erbaut im 19. Jahrhundert

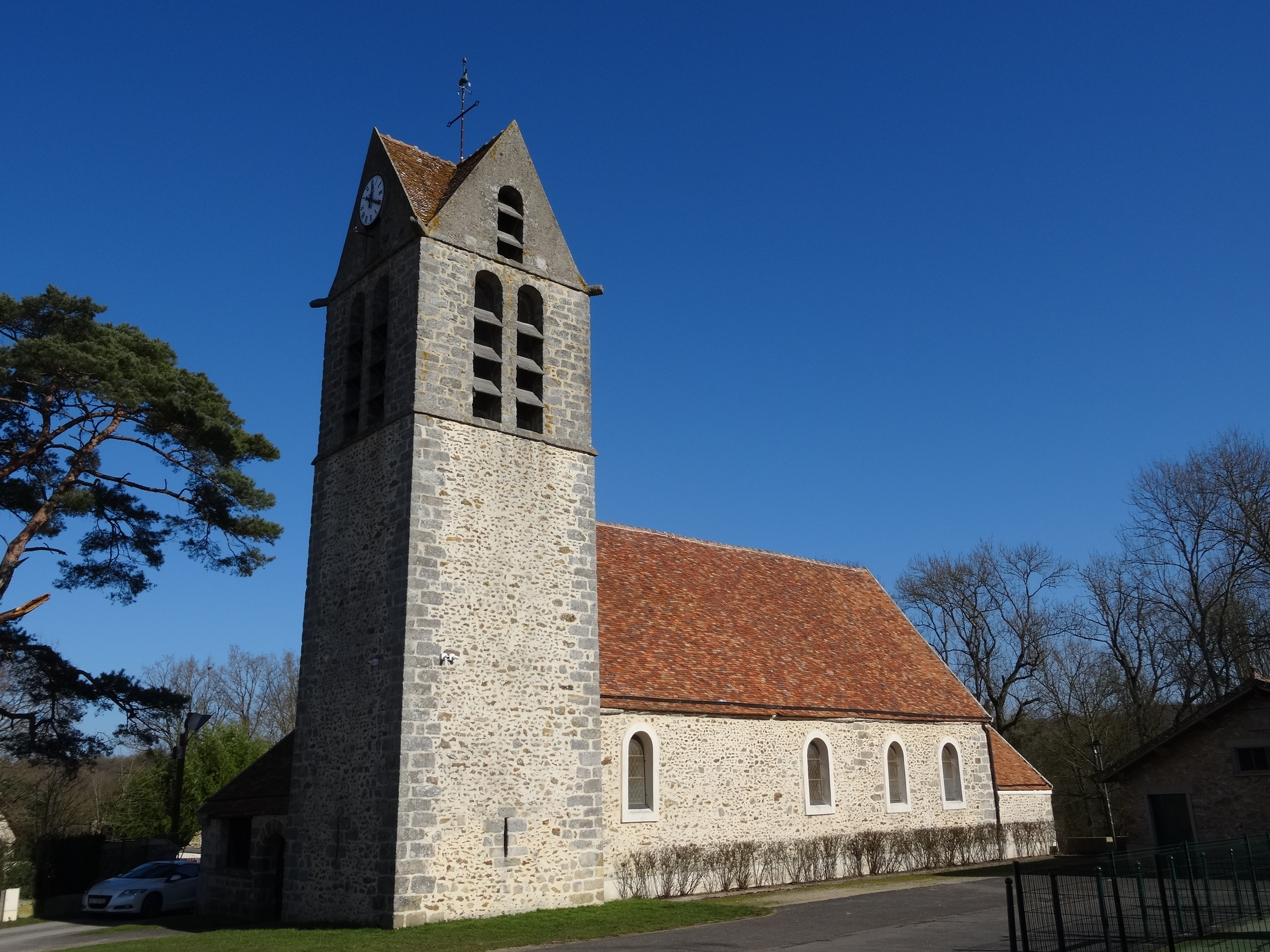
Kirche Saint-Bonnet